# Mikwe (Obernbreit)

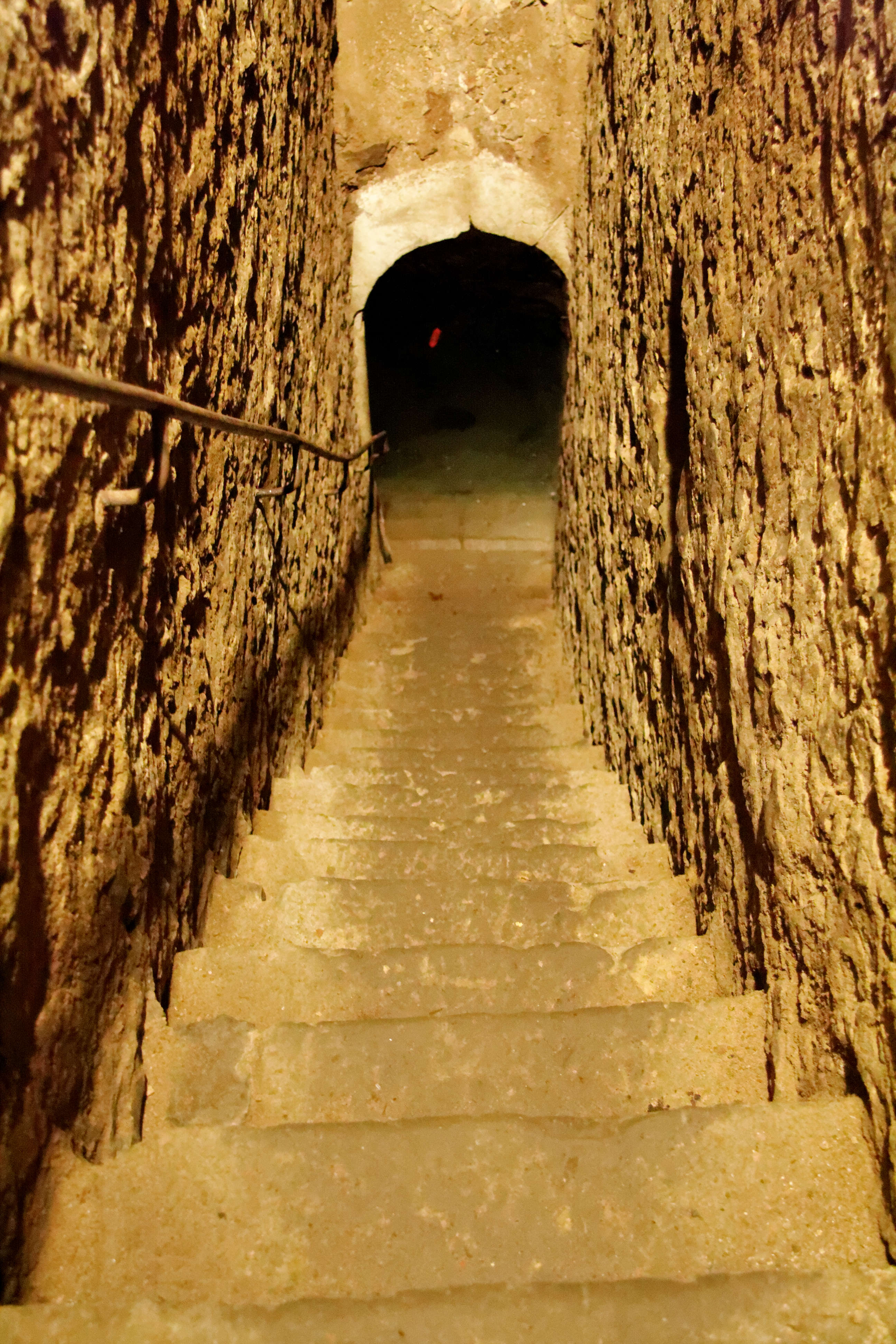
Mikwe in Obernbreit

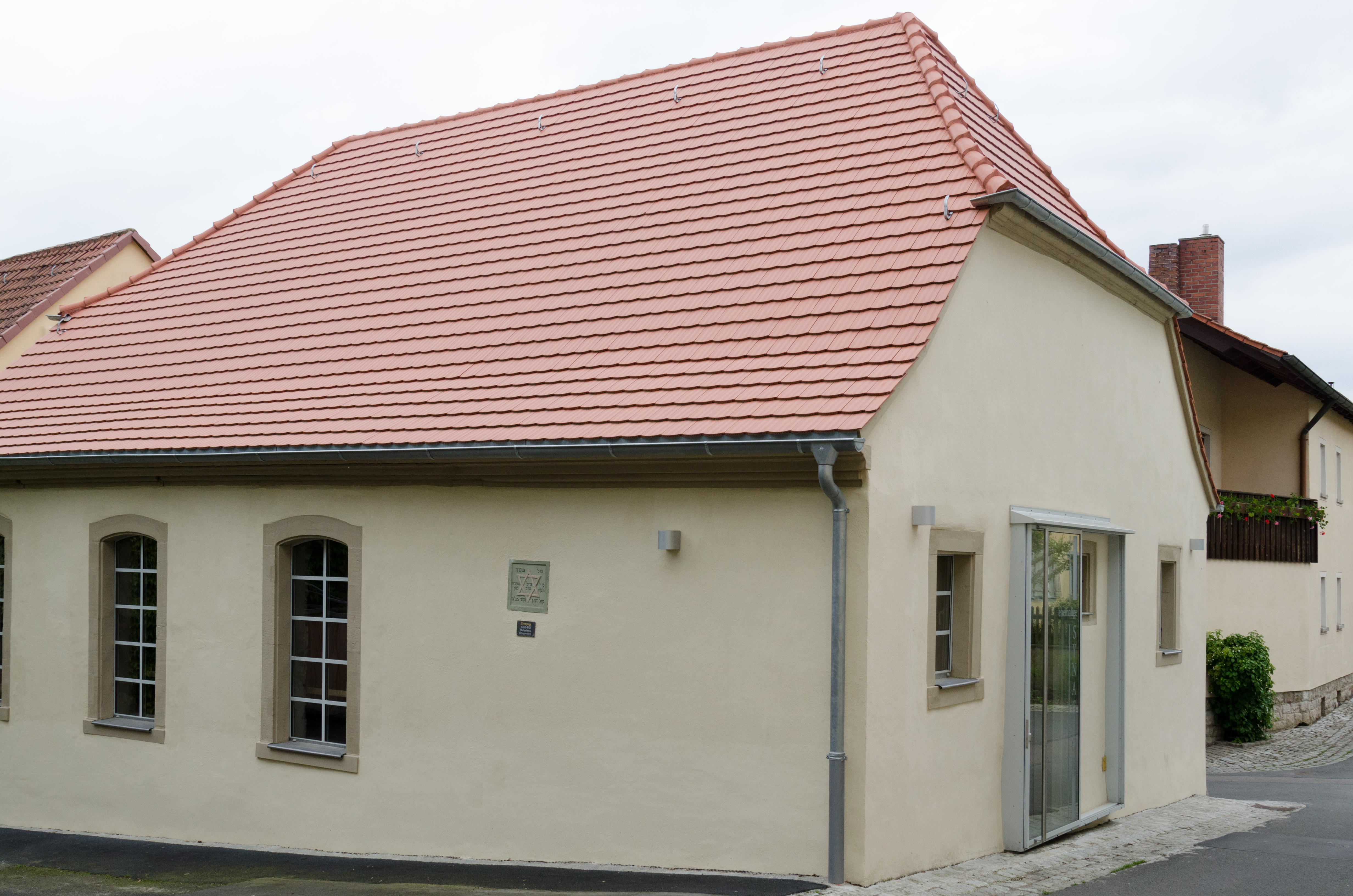
Ehemalige Synagoge in Obernbreit (2014)

Die Mikwe in Obernbreit, einer Marktgemeinde im unterfränkischen Landkreis Kitzingen in Bayern, befindet sich unter der Synagoge in der Kirchgasse.
Im Jahr 2006 begannen Mitglieder des Träger- und Fördervereins Ehemalige Synagoge Obernbreit mit der Freilegung der Mikwe. Das Tauchbecken konnte 2007 freigelegt werden. 
Das circa neun Meter unter dem Gebäude liegende Tauchbecken erreicht man über 45 original erhaltene Stufen. Die Obernbreiter Mikwe ist einmalig in Unterfranken.